# Т
Т (gemen: т) är en bokstav i det kyrilliska alfabetet. Den uttalas som t. Det versala Т har samma utseende som latinskt latinskt T, medan gemenen (т) ser ut som en mindre version av versalen (Т). Med skrivstil och kursiv tryckstil har bokstaven utseendet т, precis som ett latinskt m (speciellt gemenen).
Vid transkribering av ryska skriver man t i svensk text och [t] i IPA. Vid translitteration till latinska bokstäver enligt ISO 9 motsvaras bokstaven också av t.

## Teckenkoder i datorsammanhang
| Teckenkoder        | Versal: Т                  | Gemen: т                 |
| ------------------ | -------------------------- | ------------------------ |
| Namn (Unicode)     | CYRILLIC CAPITAL LETTER TE | CYRILLIC SMALL LETTER TE |
| Kodpunkt (Unicode) | U+0422                     | U+0442                   |
| HTML               | &#1058;                    | &#1090;                  |